# Turvey (Bedfordshire)
Turvey est une paroisse civile et un village du Bedfordshire, en Angleterre.